# SR info
SR info (vormals 3 direkt und Aktuell) ist eine Nachrichtensendung des Saarländischen Rundfunks, die täglich im SR Fernsehen ausgestrahlt wird. Sie ist Teil des trimedialen Angebotes SR info.

## Geschichte
SR info startete am 2. Oktober 1989 zusammen mit dem Saartext im Saarland-Regionalfenster von Südwest 3 unter dem Namen „3 direkt“. Die anfangs uneinheitlichen Sendezeiten wurden im Zuge der ARD-weiten Reform des Vorabendprogramms Ende 1992 auf das heute noch gültige Schema festgelegt. Nachdem das SR Fernsehen am 30. August 1998 zu einem eigenständigen Fernsehsender wurde, änderte sich der Name der Sendung für die Hauptausgaben in „Aktuell“ und für die Kurzausgaben in „Saarland aktuell“. Von 2014 bis 2024 wurden alle Ausgaben unter dem gemeinsamen Namen Aktuell zusammengefasst.
Seit Mai 2024 heißt die Sendung SR info, da der SR alle Nachrichtenangebote auf einen einheitlichen Namen umgestellt hat. So waren im Frühjahr schon die Radionachrichten umbenannt worden.

## Sendezeiten
SR info wird täglich ausgestrahlt. Von Montag bis Freitag gibt es fünfminütige Kurzausgaben um 16:00 Uhr und 17:00 Uhr, die die SWR-Sendung Kaffee oder Tee unterbrechen, außerdem gibt es viertelstündige Ausgaben um 18:00 Uhr und um 21:45 Uhr. Am Wochenende beinhalten die Sendungen einen Sportteil, der von einem Moderator der Sportarena präsentiert wird.
Bis August 2024 wurde Montag bis Freitag vormittags SR info in 100 Sekunden produziert, eine Nachrichtenzusammenfassung nach dem Vorbild der Tagesschau in 100 Sekunden. Diese Kurzausgabe wurde im Internet veröffentlicht und im Fernsehen zwischen den Sendungen des Vormittagsprogrammes platziert.
In den Wochentags-Ausgaben des Aktuellen Berichts gibt es einen Nachrichtenblock, in dem der diensthabende SR info-Moderator die regionalen Meldungen des Tages zusammenfasst.

Seit 2025 gibt es an Sonntagen und vielen Feiertagen keine Spätausgabe mehr und SR info und der Aktuelle Bericht teilen sich einen Moderator.

## Konzept
Während der Aktuelle Bericht den Fokus seiner Berichterstattung auf das Geschehen im Saarland legt und einen hohen Anteil längerer, selbst produzierter Beiträge beinhaltet, konzentriert sich die Berichterstattung von SR info eher auf das Weltgeschehen. Das umfasst die Verwendung von Rohmaterial, das von Agenturen, anderen ARD-Anstalten oder von der Eurovision zugeliefert wird.

## Produktion

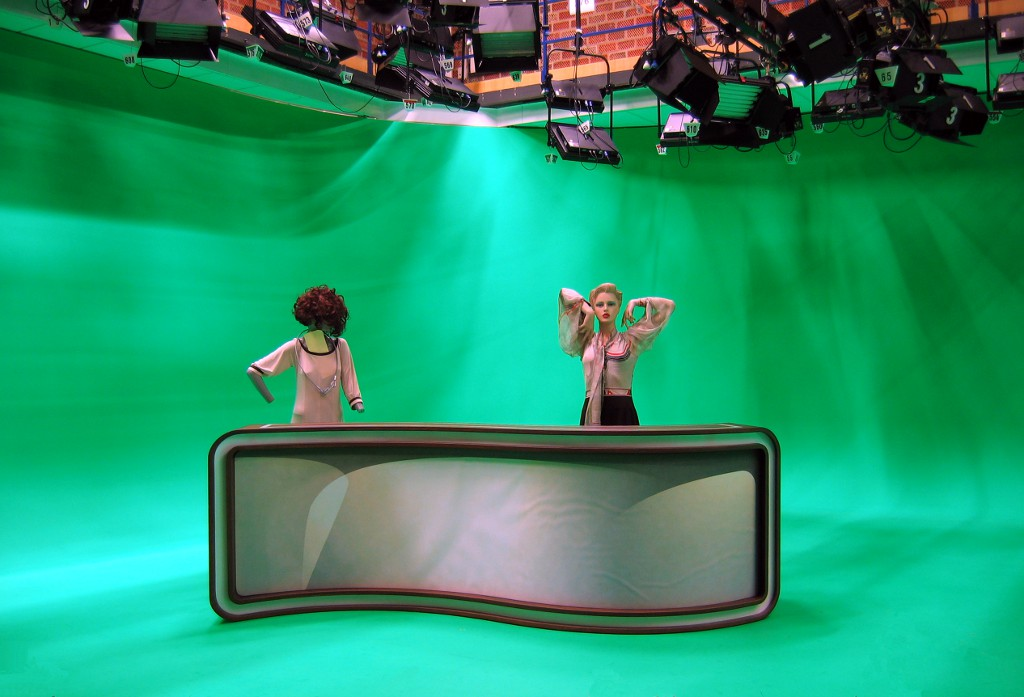
Virtuelles Studio von „SR info“ (seit 2014)

Die vier täglichen Sendungen werden von einem fünfzehnköpfigen Redaktionsteam im Fernsehgebäude des SR auf dem Halberg in Saarbrücken produziert. Beiträge werden mit Adobe Premiere geschnitten. Redaktionsleiterin ist Brigitte Henkes, ihre Stellvertreterin ist Verena Bisle.
Im September 2014 bezogen SR info (damals noch Aktuell) und der Aktuelle Bericht ein neues virtuelles Studio mit Roboterkameras. Bis 2024 war die dominierende Farbe im On Air Design von Aktuell blau im Gegensatz zum orangefarbenen Erscheinungsbild des Aktuellen Berichts. Seit 2024 wird SR info zwar noch im selben Studio produziert, hat allerdings ein gänzlich anderes Erscheinungsbild.